# Harschbach
Harschbach település Németországban, Rajna-vidék-Pfalz tartományban. Lakosainak száma 418 fő (2023. december 31.).

## Népesség
A település népességének változása:
| Lakosok száma | 318  | 390  | 403  | 415  | 432  | 418  |
|               | 1975 | 2017 | 2019 | 2021 | 2022 | 2023 |